# Eutrepsia spuria
Eutrepsia spuria là một loài bướm đêm trong họ Geometridae.